# Sani Chortani
Sani Chortani (ur. 22 lipca 1987) – tunezyjska zapaśniczka walcząca w stylu wolnym. Zajęła szesnaste miejsce na mistrzostwach świata w 2005. Złota medalistka mistrzostw Afryki 2005, srebrna w 2006 i brązowa w 2008 roku.